# Nina Sublatti

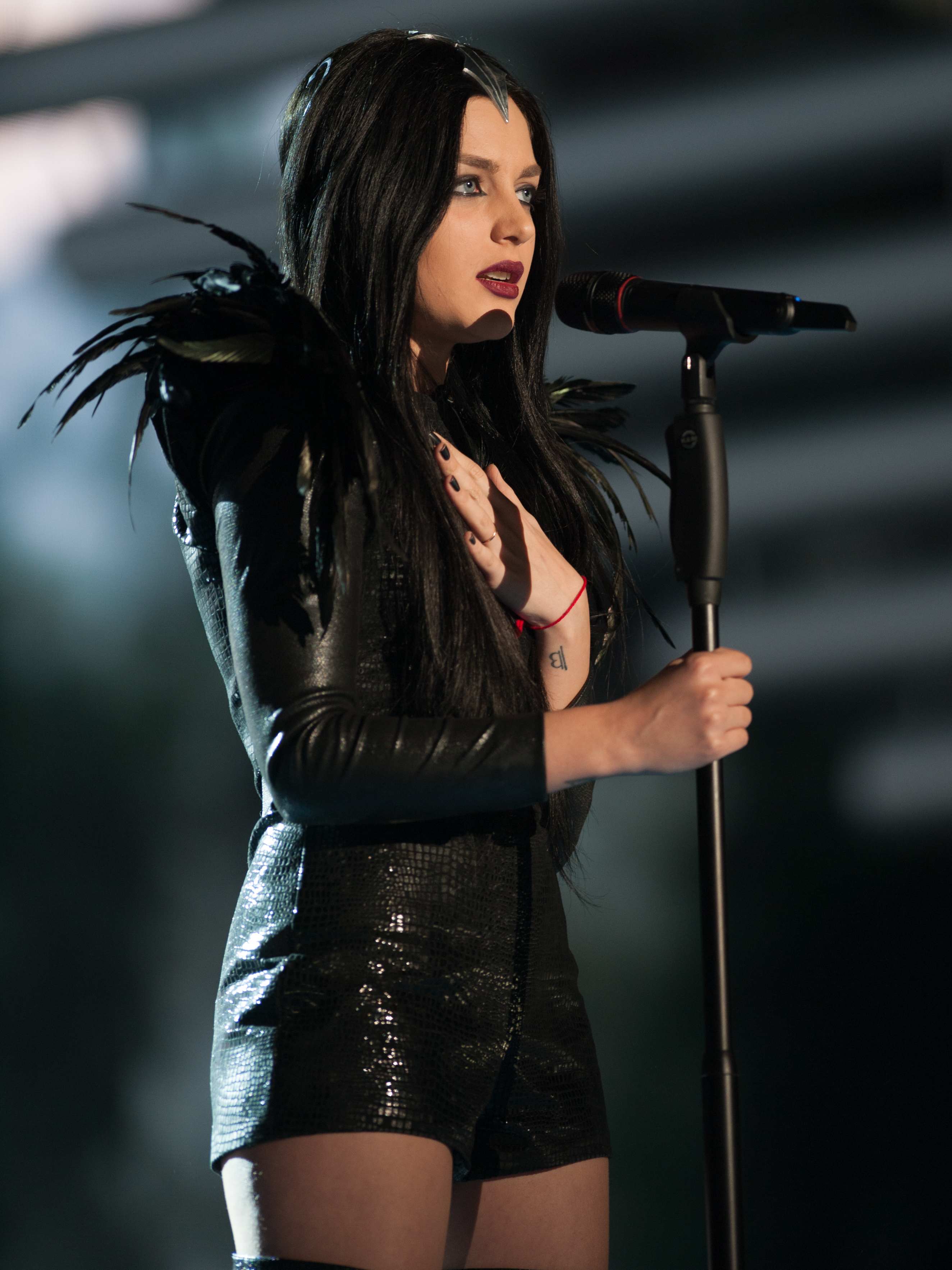
Nina Sublatti framför sin låt i Eurovision 2015.

Nina Sulaberidze, känd som Nina Sublatti, född 31 januari 1995 i Moskva, är en georgisk sångerska som vann 2013 års säsong av georgiska Idol. Hon har representerat sitt land i Eurovision Song Contest 2015  med låten "Warrior".